# Nuna Bank
Nuna Bank war ein grönländisches Kreditinstitut.

## Geschichte
1967 eröffnete erstmals eine Bank in Grönland, als die dänische Bank Bikuben eine Filiale in Nuuk errichtete. Mit der Zeit erhielt die Bank drei weitere Filialen. Am 8. Juni 1985 wurden die vier Filialen von der neugegründeten Nuna Bank (grönländisch nuna „Land“) übernommen. Das Ziel war eine Grönlandisierung der Filialen sowie der Wunsch der grönländischen Regierung, Aktieninhaber eines Bankinstituts zu sein. Die Nuna Bank blieb durch ein Zusammenarbeitsabkommen mit Bikuben verbunden. Nach 12 Jahren wurde die Nuna Bank mit der ebenfalls 1967 gegründeten Grønlandsbanken fusioniert, wobei beide Banken unter dem Namen Grønlandsbanken weitergeführt wurden, die fortan das einzige Bankunternehmen des Landes war.